# Trevor Zegras
Trevor Zegras (* 20. März 2001 in Bedford, New York) ist ein US-amerikanischer Eishockeyspieler, der seit Juni 2025 bei den Philadelphia Flyers in der National Hockey League (NHL) unter Vertrag steht. Zuvor verbrachte der Center fünf Jahre bei den Anaheim Ducks, die ihn im NHL Entry Draft 2019 an neunter Position ausgewählt hatten.

## Karriere
Trevor Zegras ist griechischer Abstammung. Er besuchte in seiner Jugend die Avon Old Farms School und lief für deren Eishockeyteam in einer lokalen High-School-Liga auf. Zur Saison 2017/18 wurde er ins USA Hockey National Team Development Program (NTDP) aufgenommen, die zentrale Talenteschmiede des US-amerikanischen Verbandes USA Hockey. Mit den U17- und U18-Auswahlen des NTDP, die auch als Nachwuchsnationalmannschaften fungieren, nahm der US-Amerikaner in den folgenden zwei Jahren am Spielbetrieb der United States Hockey League (USHL) teil, der ranghöchsten Juniorenliga des Landes. Dort überzeugte er fortan vor allem als spielmachender Center und verzeichnete in beiden Saisons einen Punkteschnitt von über 1,0 pro Spiel. Demzufolge galt er als eines der vielversprechendsten Talente im NHL Entry Draft 2019, in dem ihn letztlich die Anaheim Ducks an neunter Position berücksichtigten.
Vorerst schrieb sich Zegras jedoch zur Saison 2019/20 an der Boston University ein, sodass er fortan mit den „Terriers“ in der Hockey East auflief, einer Liga im Spielbetrieb der National Collegiate Athletic Association (NCAA). Als Freshman verzeichnete er 36 Scorerpunkte in 33 Partien und wurde daher ins Third All-Star Team sowie ins All-Rookie Team der Hockey East gewählt. Anschließend unterzeichnete er im März 2020 einen Einstiegsvertrag bei den Anaheim Ducks und wechselte somit zur Saison 2020/21 in deren Organisation. Nachdem der Angreifer im Februar 2021 seine ersten Spiele im Profibereich für das Farmteam der Ducks absolviert hatte, die San Diego Gulls aus der American Hockey League (AHL), debütierte er noch im gleichen Monat für Anaheim in der National Hockey League (NHL). Dort etablierte er sich im weiteren Verlauf und kam bis zum Ende der Spielzeit auf 24 Einsätze, in denen er 13 Punkte verzeichnete. Im Dezember 2021 wurde er als NHL-Rookie des Monats geehrt, bevor er sich am Saisonende auf dem zweiten Rang der Rookie-Scorerliste platzierte. Seine 61 Punkte bedeuteten zudem einen neuen Franchise-Rekord für einen Rookie der Ducks, den zuvor Bobby Ryan (57 Punkte; 2008/09) innehatte. Infolgedessen wurde Zegras im NHL All-Rookie Team berücksichtigt und auch für die Calder Memorial Trophy (mit Michael Bunting und Moritz Seider) nominiert, die letztlich jedoch Seider erhielt. Anschließend unterzeichnete der US-Amerikaner im Oktober 2023 einen neuen Dreijahresvertrag bei den Ducks, der ihm ein durchschnittliches Jahresgehalt von 5,75 Millionen US-Dollar einbringen soll. Von der folgenden Saison 2023/24 verpasste er allerdings den Großteil verletzungsbedingt.
Nach fünf Jahren in Anaheim wurde Zegras im Juni 2025 an die Philadelphia Flyers abgegeben. Im Gegenzug erhielten die Ducks Ryan Poehling, ein Zweitrunden-Wahlrecht im NHL Entry Draft 2025 sowie ein Viertrunden-Wahlrecht im NHL Entry Draft 2026.

### International
Auf internationaler Ebene sammelte Zegras bei der World U-17 Hockey Challenge 2017 erste Erfahrungen, bei der er mit der US-amerikanischen U17-Auswahl die Goldmedaille gewann. Im U18-Bereich nahm er anschließend an der U18-Weltmeisterschaft 2019 teil und errang dort mit dem Team die Bronzemedaille. Im weiteren Verlauf gehörte der Angreifer auch zum Aufgebot der U20-Nationalmannschaft seines Heimatlandes, die bei der U20-Weltmeisterschaft 2020 nur den sechsten Rang belegte, im Folgejahr allerdings den Weltmeistertitel feierte. Nachdem er 2020 trotz des sechsten Platzes mit neun Assists bester Vorbereiter des Turniers geworden war, überzeugte er bei der WM 2021 als Topscorer (18) und erneuter bester Vorbereiter (11), sodass man ihn als wertvollster Spieler auszeichnete und im All-Star-Team des Turniers berücksichtigte.
Sein erstes Turnier für die A-Nationalmannschaft absolvierte Zegras mit der Weltmeisterschaft 2024, die die US-Amerikaner auf dem fünften Rang abschlossen.

## Erfolge und Auszeichnungen
- 2020 Hockey East Third All-Star Team
- 2020 Hockey East All-Rookie Team
- 2021 NHL-Rookie des Monats Dezember
- 2022 NHL All-Rookie Team

### International
| - 2017 Goldmedaille bei der World U-17 Hockey Challenge - 2019 Bronzemedaille bei der U18-Weltmeisterschaft - 2020 Bester Vorlagengeber der U20-Weltmeisterschaft - 2021 Goldmedaille bei der U20-Weltmeisterschaft | - 2021 Topscorer der U20-Weltmeisterschaft - 2021 Wertvollster Spieler der U20-Weltmeisterschaft - 2021 All-Star-Team der U20-Weltmeisterschaft |

## Karrierestatistik
Stand: Ende der Saison 2024/25

### International
Vertrat die USA bei:
| - World U-17 Hockey Challenge 2017 - U18-Weltmeisterschaft 2019 - U20-Weltmeisterschaft 2020 | - U20-Weltmeisterschaft 2021 - Weltmeisterschaft 2024 |

(Legende zur Spielerstatistik: Sp oder GP = absolvierte Spiele; T oder G = erzielte Tore; V oder A = erzielte Assists; Pkt oder Pts = erzielte Scorerpunkte; SM oder PIM = erhaltene Strafminuten; +/− = Plus/Minus-Bilanz; PP = erzielte Überzahltore; SH = erzielte Unterzahltore; GW = erzielte Siegtore; 1 Play-downs/Relegation; Kursiv: Statistik nicht vollständig)

## Trivia
Trevor Zegras ließ sich eine Abbildung der Nike von Samothrake auf seinen Unterarm tätowieren, mit der Begründung "I'am Greek so I thought it was a cool little something to do."